# Forsan
Forsan é uma cidade localizada no estado norte-americano do Texas, no Condado de Howard.

## Demografia
Segundo o censo norte-americano de 2000, a sua população era de 226 habitantes.
Em 2006, foi estimada uma população de 221, um decréscimo de 5 (-2.2%).

## Geografia
De acordo com o United States Census Bureau tem uma área de
0,8 km², dos quais 0,8 km² cobertos por terra e 0,0 km² cobertos por água. Forsan localiza-se a aproximadamente 850 m acima do nível do mar.

## Localidades na vizinhança
O diagrama seguinte representa as localidades num raio de 44 km ao redor de Forsan.